# Nikólaos Mántzaros
Nikólaos Mántzaros (en grec moderne : Νικόλαος Μάντζαρος), né le 26 octobre 1795, et décédé le 12 avril 1872 à Corfou, était un musicien grec. 
Issu d'une riche famille de Corfou, il a composé la musique de l’hymne national grec : Ýmnos eis tin Eleftherían (Hymne à la Liberté), qui fut adopté en 1865.

## Enregistrements
- Music for the Ionian School. N. Mantzaros. N. Lambelet. P. Carrer, Motivo (CD NM 1049), 1996. (Ensemble de musique de chambre Nikolaos Mantzaros ; livret très documenté de Giórgos Leotsákos en anglais et en grec)
- Nicolaos MANTZAROS, Hymne à la liberté, Athènes, Lyra (CD 0064), 1997. (Sous la direction de Byron Fidetzis ; livret en grec uniquement)
- MANTZAROS, Early works. First recording. Festive edition for the 50th Conference of Rectors (Corfu, october 2005), Corfou, Université Ionienne, 2005. (Orchestre du Département de Musique de l'Université Ionienne sous la direction de Miltos Logiades ; livret en grec et en anglais)

## Partitions disponibles
- MANTZAROS, Early Works for voice and orchestra I : Three arias of 1815, Corfou, Université Ionienne-Département de Musique, 2006.  (ISBN 960-86801-4-X) (Paroles en grec et en anglais)